# Mastacembelus platysoma
Mastacembelus platysoma е вид лъчеперка от семейство Mastacembelidae.

## Разпространение
Видът е разпространен в Бурунди, Демократична република Конго, Замбия и Танзания.